# Persuasión (novela)
Persuasión es la última novela escrita por Jane Austen. Empezó a escribirla poco tiempo después de agosto de 1816, fecha en que terminó de escribir Emma. Austen murió a la edad de 41 años en 1817, y Persuasión se publicó póstumamente en 1818.
Persuasión está conectada con La abadía de Northanger no solamente por haber sido publicada junto a ésta en un solo tomo dos años más tarde, sino también porque ambas historias tienen lugar en Bath, balneario al que Jane acudía en aquella época.

## Historia
Ésta es la última novela de la escritora inglesa Jane Austen que falleció en 1817, probablemente afectada por la enfermedad de Addison. En ella nos presenta a Anne (Ana), hija de Sir Walter Elliot, hombre vanidoso y demasiado preocupado de las apariencias como para ver lo que sucede a su alrededor. Anne tiene dos hermanas, Elizabeth (Isabel), mayor que ella pero aún hermosa y atractiva, de carácter idéntico a su padre, y Mary (Maria), menor y ya casada con Charles (Carlos) Musgrove. En medio de estas personas se encuentra Anne, cuya edad "adecuada" para contraer matrimonio ha pasado, de belleza y plenitud perdida. Varios años antes Anne conoció a un oficial de marina, Frederick Wentworth, pobre y sin ninguna perspectiva para que una familia como la de los Elliot accediese a un matrimonio con uno de sus miembros. Movida por la persuasión de Lady Russell, quien crio a Anne como una madre tras el fallecimiento de esta, Anne se ve obligada a negarse a su amor y enfrentar largos años de soledad en los cuales si bien va perdiendo tal vez la belleza crece su espíritu y su inteligencia, convirtiéndose en una mujer atractiva y bondadosa. 
Sin embargo, la oscura suerte de Anne cambia cuando, después de todos esos años aparece nuevamente en su círculo social el ascendido a capitán Wentworth, enriquecido por la guerra y altamente atractivo. Aunque en un principio el resentimiento y el dolor del rechazo anterior mueven al hombre, pronto el carácter de Anne lo cautivará de nuevo dándole a ambos una nueva oportunidad en la vida.

## Personajes
Anne Elliot: Segunda hija de sir Walter y hermana de Isabel y Mary. Hace ocho años, se enamoró del capitán Wentworth, pero fue persuadida (de ahí el título de la novela Persuasión) por lady Russell para rechazar su propuesta de matrimonio a causa de la pobreza e incierto futuro de su amado. A consecuencia de esto, se encuentra soltera, pese a haber recibido convenientes proposiciones. Siempre ha sido ignorada por todos, excepto por lady Russell, quien se encargó de su educación tras la muerte de su madre. 
Capitán Frederick Wentworth: Oficial naval que hace algunos años le había propuesto matrimonio a Anne. En esa época, no tenía fortuna y su futuro era incierto, por lo que su propuesta fue rechazada a instancias de lady Russell, quien persuadió a Anne para dar la negativa. Debido al éxito de las Guerras Napoleónicas, su situación mejoró ostensiblemente. Es uno de los dos hermanos de Sophia Croft. 
Lady Russell: Amiga de la familia Elliot, en especial de Anne. Contribuyó a la decisión de sir Walter de dejar Kellynch hall para evitar la bancarrota. Años atrás, persuadió a Anne para rechazar la propuesta de matrimonio del capitán Wentworth. A pesar de ser mucho más sensata que sir Walter Elliot, compartía su obsesión por el rango y no juzgó al capitán Wentworth como suficientemente bueno para Anne, a causa de su posición social inferior y su escasa riqueza.
Sir Walter Elliot: Un vano y pagado de sí mismo baronet, cuya prodigalidad desde la muerte de su prudente esposa 13 años antes ha dejado a su familia en dificultades económicas. Estas fueron tan graves que lo forzaron a alquilar su propiedad de Kellynch Hall al almirante Croft y ocupar una residencia más económica en Bath.
Elizabeth Elliot: Hija mayor de sir Walter, que lo alienta a dilapidar sus recursos en extravagancias. Ambos acostumbran a poner sus intereses sobre los de Anne, al considerarla sin importancia.
Mary Musgrove: hija menor de sir Walter, casada con Charles Musgrove. Siempre desea ser el centro de atención y busca modos para que la liberen de sus deberes y a menudo se queja de enfermedades cuando está molesta. 
Charles Musgrove: marido de Mary y heredero del patrimonio de los Musgrove. En un comienzo le había propuesto matrimonio a Anne, pero tras el rechazo de ésta optó por casarse con Mary (para gran decepción de los Musgrove y para su propia desgracia).

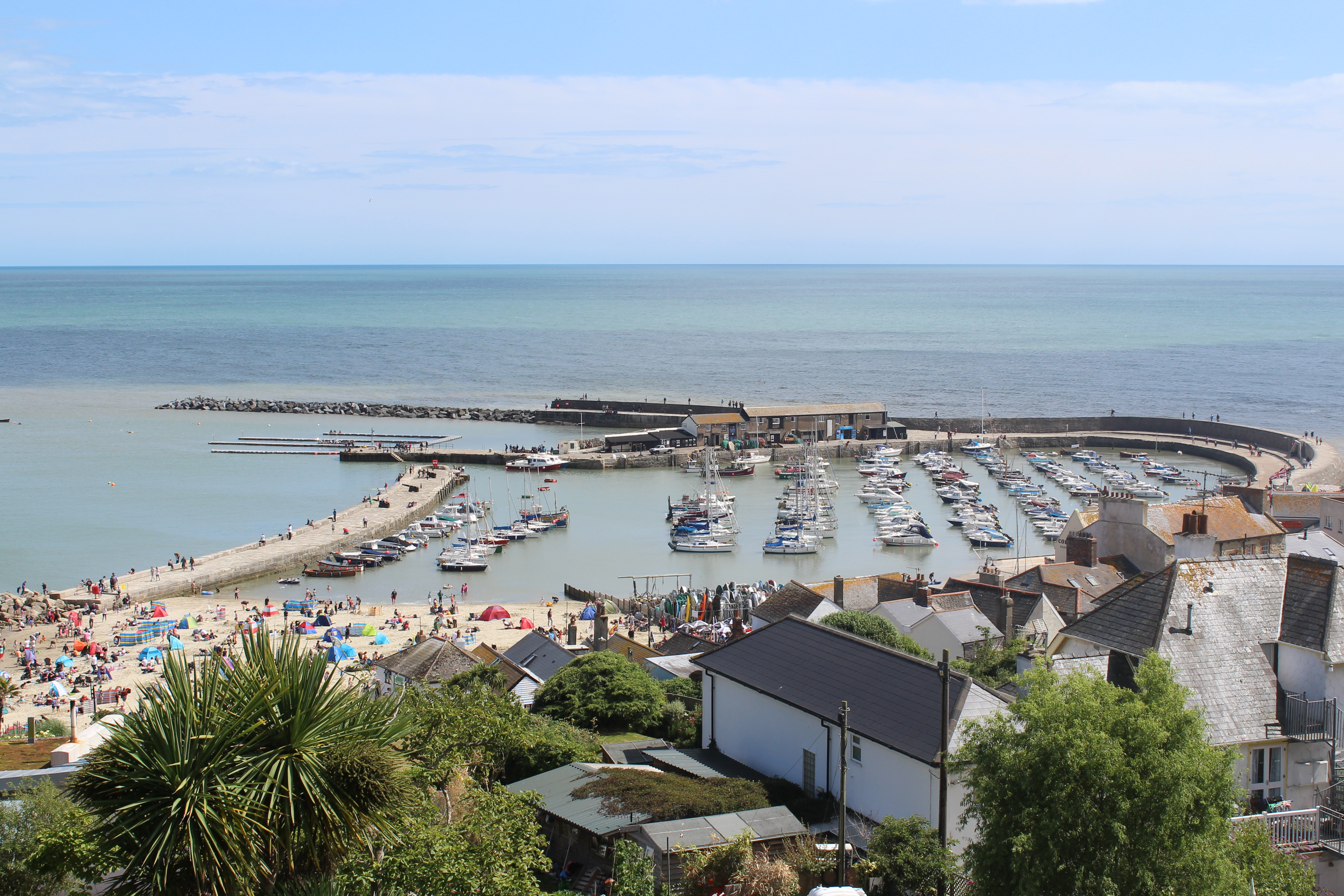
Lyme Regis, donde Louisa cayó del malecón

Louisa Musgrove: segunda hermana de Charles Musgrove, de 19 años. Es una joven vivaz que ha vuelto recientemente de la escuela con su hermana. El capitán Wentworth la admira por su resolución y determinación, especialmente por el contraste con la prudencia de Anne y lo que él percibe en ésta como falta de convicción. 
Henrietta Musgrove: hermana mayor de Charles Musgrove, de 20 años. Está informalmente comprometida con su primo Charles Hayter, pero se verá tentada por la mayor gallardía del capitán Wentworth.
Viuda Clay: Viuda empobrecida, hija del abogado de Sir Walter, y amiga íntima de Elizabeth Elliot. Procura adular a Sir Walter para casarse con él, mientras su amiga, inconsciente de este propósito, la estima.
Almirante Croft: franco y afable arrendatario de Kellynch Hall y cuñado del capitán Wentworth.
Sophia Croft: hermana del capitán Wentworth y esposa del almirante Croft. Le ofrece a Anne un ejemplo de cómo una mujer decidida se casa por amor en lugar de dinero. 
Capitán Harville: amigo del capitán Wentworth. Tras ser gravemente herido hace dos años, fue licenciado como media paga, y se instaló con su familia en el cercano Lyme.
Capitán James Benwick: amigo del capitán Harville. James Benwick había estado comprometido con la hermana del capitán Harville, Fanny, pero ella murió mientras Benwick se encontraba en el mar. Esta pérdida lo dejó melancólico y amante de la poesía. Su afición por la lectura hace de él uno de los pocos personajes de la historia que tiene una conexión intelectual con Anne, lo que implicaría que podría tener algún interés en Anne.
Señor William Elliot: pariente y heredero presunto de sir Walter, que se alejó de la familia cuando se casó con una mujer rica, pero de rango social inferior. Sir Walter tenía la esperanza de que William se casara con Elizabeth Elliot. Ahora es un viudo, que deseando con ansias herederar el título, enmienda la ruptura para vigilar a la ambiciosa viuda Clay, pues su herencia peligraría si sir Walter se casara con ella. Cuando conoce a Anne por accidente, se estimula su interés.
Señora Smith: amiga de Anne Elliot que vive en Bath. Es una viuda que sufre de mala salud y problemas económicos. Se mantiene al corriente de los sucesos de la sociedad de Bath a través de las noticias de su enfermera, la enfermera Rooke, que también trabaja para un amigo de William Elliot. Sus problemas financieros podrían haber sido solucionados con un poco de ayuda de William Elliot, amigo de su difunto marido, pero éste no se esforzaría, con lo que la dejó muy empobrecida.
Lady Dalrymple: vizcondesa, prima de sir Walter, que ocupa una elevada posición social gracias a su riqueza y rango, por lo que sir Walter y Elizabeth están ansiosos de ser vistos en su compañía en Bath.
Señorita Carteret: hija de lady Dalrymple. Su personalidad es tan plana y tediosa que si no fuese por su posición social su compañía no sería buscada.

## Adaptaciones

### Cine
En 1995 en el Reino Unido se estrenó la película Persuasion, dirigida por Roger Michell. Se filmó en Abbey Green, Bath, Somerset; tuvo una duración de 107 minutos. La protagonizaron Amanda Root como Anne Elliot y Ciarán Hinds como el Capitán Frederick Wentworth.
En el 2020, se estrenó Modern Persuasion, una versión moderna para Hulu, dirigida por Alex Appel y protagonizada por Alicia Witt.
En el  2022 se volvió a adaptar la novela. Esta nueva película, producida por Netflix, fue protagonizada por Dakota Johnson como Anne y Cosmo Jarvis como el Capitán Wentworth.

### Televisión
- 1960: Persuasión, miniserie de la BBC con las actuaciones de Daphne Slater como Anne y de Paul Daneman como el capitán Wentworth.[1]
- 1971: Persuasion, miniserie de la ITV con las actuaciones de Ann Firbank como Anne y de Bryan Marshall como el capitán Wentworth.[1]
- 1972: Persuasión, miniserie española (TVE) en diez episodios con las actuaciones de Maite Blasco como Ana (Anne) y Juan Diego como Michael Trent (capitán Wentworth).[2][3]
- El primero de abril del 2007 se estrenó en el Reino Unido Persuasión, bajo la dirección de Adrian Shergold. Duraba exactamente dos horas con cortes comerciales, y sin ellos, 93 minutos. Contó con las actuaciones de Sally Hawkins como Anne y de Rupert Penry-Jones como Wentworth.
- 2012: Moon Embracing the Sun, un K-drama que adapta vagamente el argumento de la novela, escenificándola en una corte real durante el periodo Joseon de Corea. En esta versión, los amantes son el rey y la princesa Yeon Woo, quien pierde la memoria y regresa como chamana ocho años después.
- 2019: Rational Creatures, modernización de la novela como serie web en la que Kristina Pupo aparece como Ana Elías (Anne Elliot) y Peter Giessl como Fred Wentworth (el capitán Wentworth), creada por Ayelen Barrios, Hazel Jeffs, Jessamyn Leigh y Anya Steiner.[4]

## Ediciones
- Persuasión / Sanditon, Alba, 1997, ISBN 84-88730-02-0
- Persuasión, Editorial Alma, ISBN 9788417430641